# 中国中鉄
中国中鉄股份有限公司（ちゅうごくちゅうてつ-こふんゆうげんこうし、英文名称：China Railway Group Limited、簡体字：中国中铁股份有限公司）は、中華人民共和国の中央企業の中国鉄路工程総公司（CRECG）の子会社である。中国の企業国有資産法は、国有資本が持分の過半数を有し支配を受ける会社を国有資本控股公司（国有資本による従属会社）としており、当社はそれに該当する。香港証券取引所および上海証券取引所に上場する公開会社である。
組織形態として持株会社制を採用しており、傘下の企業は交通インフラの建設、交通インフラの設計、工学的事前調査、技術コンサルティング、橋梁・建設用重機・鉄道軌道用品の製造、不動産開発などを手掛ける。
世界の建設エンジニアリングの動向について情報提供するENRによると、自国と海外の事業を合わせた収益合計を指標とした 「2017 Top 250 Global Contractors」において中国中鉄股份有限公司は第2位であった。
また自国を除いた海外事業からの収益合計を指標とした「2017 Top 250 International Contractors」において第21位であった。

## 沿革
- 1950年3月に親会社の中国鉄路工程総公司（以下、総公司）の起源となる中央人民政府鉄道部工程総局および設計総局が設立される。その後これらは鉄道部基本建設総局となる。
- 1989年7月、鉄道部基本建設総局は廃止され、鉄道部直轄の建設会社として親会社の総公司が創設される。この時を総公司の正式な設立日としている。
- 2000年9月、総公司の政企分離（国家の所有権と企業の経営権の分離）が実行される。従来、インフラ建設全般の産業政策は国家発展計画委員会が立てた。総公司に対する業務管理権は鉄道部が、資産権は財政部が、董事会構成員人事権は共産党中央企業工作委員会が行使し、権限が分散されていた。これらのうち鉄道部がもっていた業務管理権を行政指導権と業務執行権に分け、鉄道部が行政指導権を行使し、総公司董事会が最高業務執行権を行使することとなる。
- 2003年5月、共産党中央企業工作委員会が廃止される。共産党中央企業工作委員会の董事会構成員人事権および財政部の資産権は、国務院国有資産監督管理委員会のもとに統一された。
- 2007年9月12日、中国鉄路工程総公司が単独発起人となり中国中鉄股份有限公司（以下、当社）を設立する。創立当時、当社の業務上の行政指導権は、鉄道建設を除く交通インフラの設計と施工については交通部が、鉄道建設の設計と施工については鉄道部が、建築物の設計と施工並びに都市開発については建設部が持っていた。
- 2007年12月3日、上海証券取引所のA株銘柄として上場する。
- 2007年12月7日、香港証券取引所のメインボードに上場する。
- 2008年3月、国務院改革により交通部は交通運輸部に、建設部は都市農村建設部に改組される。当社に対するそれぞれの行政指導権も後継組織に引き継がれた。
- 2013年3月、国務院改革により鉄道部が廃止され、新たに交通運輸部が管理する国家鉄路局が設立される。当社の鉄道建設業務に対する行政指導権も国家鉄路局に引き継がれた。

## 親会社との収益合計の比
中国企業連合会、中国企業家協会が2017年9月に発表した「中国企業トップ500」によれば、2016年の中国鉄路工程総公司の収益合計は64,426,089万元であった。また中国中鉄股份有限公司の年次財務報告書によれば、同社の2016年の収益合計は632,856百万元であった。よって2016年の中国中鉄股份有限公司と中国鉄路工程総公司の収益合計の比は、98.2%となる。なお、連結関係会社間の取引に伴う収益合計の調整は行っていない。 

## 主な事業
2016年度財務報告書によると、セグメント区分は以下の通り。
- インフラ建設事業

鉄道、高速道路、都市交通（地下鉄やライトレール）などの交通インフラの建設。
- 調査、設計、コンサルティング事業
- 建設用重機、鉄道関連構築物の製造事業

橋桁架設専用機械、シールドマシン、分岐器、鋼製橋梁などの製造。
- 不動産開発事業
- その他の事業

2016年度財務報告書によると、セグメント別の収益合計および税引前利益は以下の通り。各セグメントの収益は外部顧客からの収益を記した。
|                                       | インフラ建設 | 調査・設計・ コンサルティング | 重機・ 鉄道構築物 | 不動産開発 | その他 | 相殺消去 | 合計    |
| ------------------------------------- | ------------ | ----------------------------- | ----------------- | ---------- | ------ | -------- | ------- |
| 収益(百万元)                          | 551,486      | 11,615                        | 12,315            | 32,583     | 31,760 | △6,903   | 632,856 |
| 収益構成比(%)                         | 87.1         | 1.8                           | 1.9               | 5.1        | 5.0    | ―        | 100.0   |
| 税引前利益(百万元) セグメント間未調整 | 14,753       | 1,442                         | 1,349             | 2,458      | 184    | △6,903   | 18,772  |
| 税引前利益構成比(%)                   | 78.6         | 7.7                           | 7.2               | 13.1       | 1.1    | ―        | 100.0   |
| 収益税引前利益率(%)                   | 2.7          | 12.4                          | 11.0              | 7.5        | 0.6    | ―        | 3.0     |

## 収益の地理的構成
2016年度財務報告書によると、中国本土、香港・マカオ、海外事業で区分された収益は以下の通り。
|              | 2015年[百万元]  | 2016年[百万元]  |
| ------------ | --------------- | --------------- |
| 中国本土     | 569,077 (94.9%) | 604,590 (95.5%) |
| 香港・マカオ | 719 (0.1%)      | 706 (0.1%)      |
| 海外         | 30,146 (5.0%)   | 27,560 (4.4%)   |
| 合計         | 599,942 (100%)  | 632,856 (100%)  |

## 非流動資産の地理的構成
2016年度財務報告書によると、中国本土、香港・マカオ、海外事業で区分された非流動資産は以下の通り。
|              | 2015年[百万元]  | 2016年[百万元]  |
| ------------ | --------------- | --------------- |
| 中国本土     | 112,006 (93.9%) | 120,676 (93.6%) |
| 香港・マカオ | 178 (0.1%)      | 3 (0.0%)        |
| 海外         | 7,052 (5.9%)    | 8,180 (6.3%)    |
| 合計         | 119,236 (100%)  | 128,859 (100%)  |

## 新規受注契約額
2016年度財務報告書によると、事業別の新規受注金額は以下の通り。
|                                  | 2012年[百万元] | 2013年[百万元] | 2014年[百万元] | 2015年[百万元] | 2016年[百万元] |
| -------------------------------- | -------------- | -------------- | -------------- | -------------- | -------------- |
| インフラ建設事業                 | 5,367.0        | 7,312.7        | 7,082.1        | 7,688.7        | 9,827.2        |
| 構成比                           | 73.4%          | 78.7%          | 75.8%          | 80.3%          | 79.6%          |
| 対前年増減率                     | －             | 36.3%          | -3.2%          | 8.6%           | 27.8%          |
|                                  |                |                |                |                |                |
| 調査・設計・コンサルティング事業 | 106.1          | 135.3          | 134.2          | 153.7          | 155.6          |
| 構成比                           | 1.5%           | 1.5%           | 1.4%           | 1.6%           | 1.3%           |
| 対前年増減率                     | －             | 27.5%          | -0.8%          | 14.5%          | 1.2%           |
|                                  |                |                |                |                |                |
| 重機・鉄道構築物の製造事業       | 169.4          | 185.7          | 226.9          | 243.9          | 260.7          |
| 構成比                           | 2.3%           | 2.0%           | 2.4%           | 2.5%           | 2.1%           |
| 対前年増減率                     | －             | 9.6%           | 22.2%          | 7.5%           | 6.9%           |
|                                  |                |                |                |                |                |
| 不動産開発事業                   | 1,667.5        | 1,662.8        | 1,902.9        | 1,483.9        | 2,106.5        |
| その他の事業                     | 1,667.5        | 1,662.8        | 1,902.9        | 1,483.9        | 2,106.5        |
| 相殺消去                         | 1,667.5        | 1,662.8        | 1,902.9        | 1,483.9        | 2,106.5        |
| 構成比                           | 22.8%          | 17.9%          | 20.4%          | 15.5%          | 17.1%          |
| 対前年増減率                     | －             | -0.3%          | 14.4%          | -22.0%         | 42.0%          |
|                                  |                |                |                |                |                |
| 合計                             | 7,310.0        | 9,296.5        | 9,346.1        | 9,570.2        | 12,350.0       |
| 構成比                           | 100%           | 100%           | 100%           | 100%           | 100%           |
| 対前年増減率                     | －             | 27.2%          | 0.5%           | 2.4%           | 29.0%          |

## 主な関係会社
2016年度財務報告書によると、主要な関係会社は以下の通り。

### 全額出資子会社
インフラ建設
- 中鉄一局集団有限公司(China Railway No.1 Engineering Group Co., Ltd.)、本社：陝西省西安市
- 中鉄二局集団有限公司(China Railway No.2 Engineering Group Co., Ltd.)、本社：四川省成都市
- 中鉄三局集団有限公司(China Railway No.3 Engineering Group Co., Ltd.)、本社：山西省太原市
- 中鉄四局集団有限公司(China Railway No.4 Engineering Group Co., Ltd.)、本社：安徽省合肥市
- 中鉄五局集団有限公司(China Railway No.5 Engineering Group Co., Ltd.)、本社：貴州省貴陽市
- 中鉄六局集団有限公司(China Railway No.6 Engineering Group Co., Ltd.)、本社：北京市
- 中鉄七局集団有限公司(China Railway No.7 Engineering Group Co., Ltd.)、本社：河南省鄭州市
- 中鉄十局集団有限公司(China Railway No.10 Engineering Group Co., Ltd.)、本社：山東省済南市
- 中鉄大橋局集団有限公司(China Railway Major Bridge Engineering Group Co., Ltd.)本社：湖北省武漢市
- 中鉄電気化局集団有限公司(China Railway Electrification Engineering Group Co., Ltd.)、本社：北京市
- 中鉄建工集団有限公司(China Railway Construction Group Co., Ltd.)、本社：北京市
- 中鉄隧道集団有限公司(China Railway Tunnel Group Co., Ltd.)、本社：河南省洛陽市
- 中鉄国際集団有限公司(China Railway International Group Co., Ltd.)、本社：北京市

調査/設計
- 中鉄二院工程集団有限責任公司(China Railway Eryuan Engineering Group Co. Ltd.)、本社：四川省成都市

鋼製橋梁製作
- 中鉄山橋集団有限公司(China Railway Shanhaiguan Bridge Group Co., Ltd.)、本社：河北省秦皇島市

不動産開発
- 中鉄置業集団有限公司(China Railway Real Estate Group Co., Ltd.)、本社：北京市

鉱業
- 中鉄資源集団有限公司(China Railway Resources Group Co., Ltd.)、本社：北京市

インフラPFI/PPPビジネス
- 中鉄交通投資集団有限公司(China Railway Communications Investment Group Co., Ltd.)、本社：広西チワン族自治区南寧市

投資信託サービス
- 中鉄信託有限責任公司(China Railway Trust Co., Ltd.)、本社：四川省成都市

総合金融サービス
- 中鉄財務有限責任公司(China Railway Finance Co., Ltd.)、本社：北京市

### 非全額出資関連会社
建設用重機、鉄道軌道用品製造
- 中鉄高新工業股份有限公司(China Railway Hi-Tech Industry Co., Ltd.)(持分50%)、本社：北京市、SSE: 600528

高速道路運営
- 雲南富硯高速公路有限公司(Yunnan Fuyan Expressway Co., Ltd.)(持分10%)、本社：雲南省昆明市
- 広西岑興高速公路発展有限公司(Guangxi Cenxing Expressway Development Co., Ltd.)(持分34%)、本社：広西チワン族自治区南寧市

投資持株
- 中国中鉄香港投資有限公司(China Railway Hong Kong Investment Co., Ltd.)(持分30%)、本社：香港

## 関連指標
資材費推移
機材費推移
労務費推移